# Robert Silvercruys

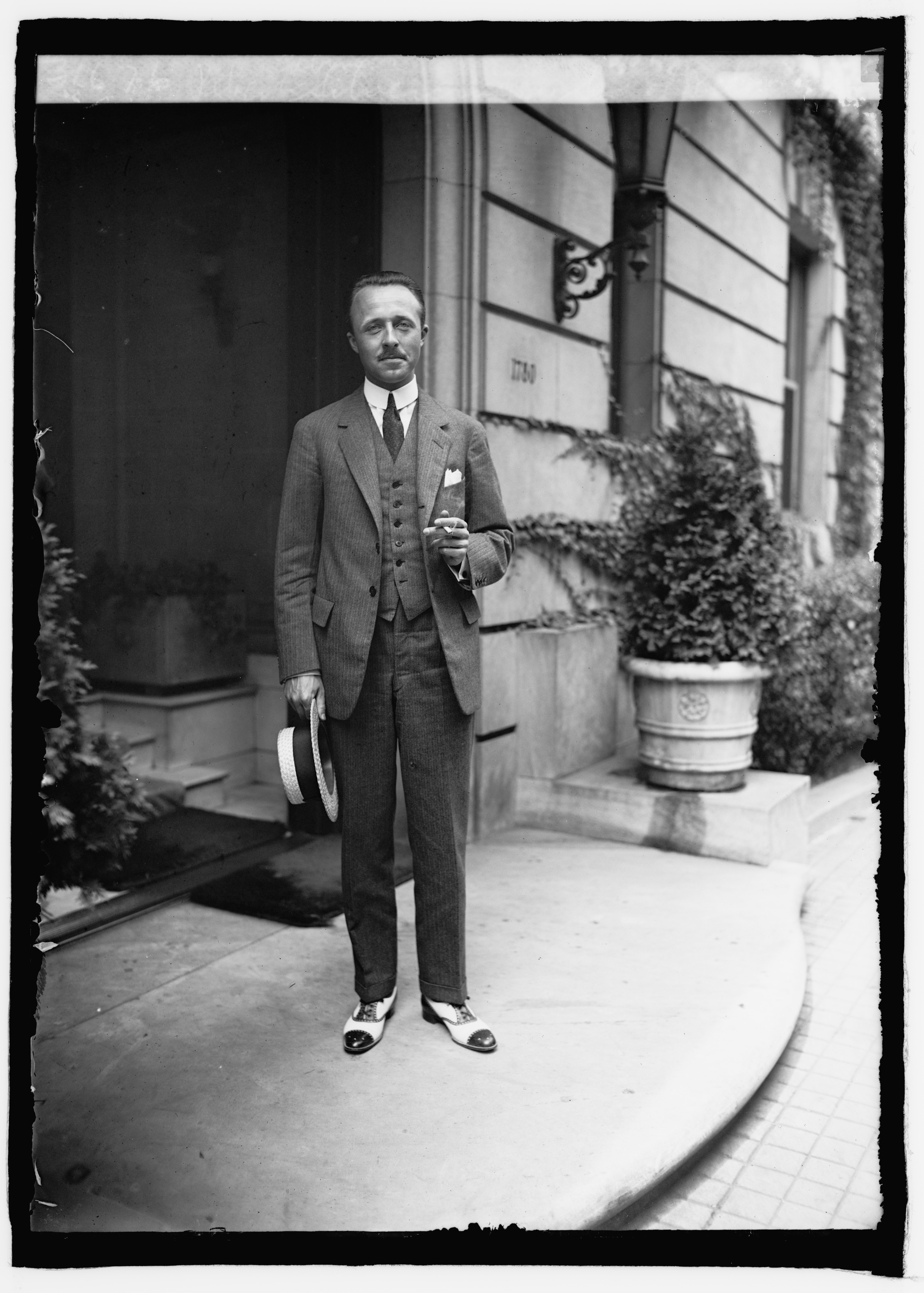
Robert Silvercruys am 1. August 1924

Robert Frederic Silvercruys  (* 17. Oktober 1893 in Tongern; † 25. Januar 1975 in Washington, D.C.) war ein belgischer Diplomat.

## Leben
Robert Silvercruys war der Sohn von Baron Frantz (François) Silvercruys (1859–1936), Präsident des Kassationshofs. Er studierte an der Katholieke Universiteit Leuven sowie der Université libre in Brüssel. Er war 1918 Instructor in Romance Languages an der University of Wisconsin–Madison, trat in den auswärtigen Dienst und wurde Attaché in Washington, D.C. 1921 wurde er zum Botschaftssekretär zweiter Klasse und befördert 1925 erster Klasse befördert. Von 1925 bis 1926 war er Privatsekretär von Émile Vandervelde. von 1927 bis 1931 war er Botschaftsrat in Washington D.C. und Peking, von 1931 bis 1936 war er an der Botschaft in London. Von 1937 bis 1945 war er belgischer Gesandter in Ottawa, 1944 wurde die Gesandtschaft zu Botschaft aufgewertet. 1949 verhandelte Robert Silvercruys den Nordatlantikvertrag. 1950 verhandelten Silvercruys und Pierre Ryckmans mit der United States Atomic Energy Commission die Finanzierung eines belgischen Atomprogrammes. Am 21. September 1953 heiratete er Rosemary Turner McMahon, die Witwe von Brien McMahon. 1959 wurde er in den Ruhestand versetzt. Er war der Bruder der Bildhauerin und politischen Aktivistin Suzanne Silvercruys (1898–1973).